# Антьешти
Антьешти — важная индуистская санскара, главной составляющей которой являются священные погребальные обряды и церемонии. Существуют обширные описания таких обрядов, например, в Гаруда-пуране. В этой области существуют большие расхождения как в теории, так и на практике, и процедуры разнятся от места к месту. Кроме того эти ритуалы различаются в зависимости от касты, джати, то есть социального статуса умершего.
Антьешти не всегда включают в число основных санскар, в частности, из-за их негативной составляющей, приносящей по поверьям несчастья.

## Классификация
Индуистские погребальные обряды можно разделить на четыре группы:
- Ритуалы и обряды, совершаемые, когда человек считается лежащим на смертном одре.
- Ритуалы, сопровождаемые уничтожение мёртвого тела.
- Обряды, делающие возможным удачный переход души умершего из стадии духов (претов) в царство предков, или питаров.
- Ритуалы, совершаемые в честь питаров.

## Процесс
Ещё со времён Вед распространилось мнение, что священный жертвенный огонь, доставляющий жертвы богам, может так же поступить и с телом человека, вознести его на небо (сваргу). Несмотря на многочисленные изменения в религиозной системе индуизма кремация до сих пор остается главной формой обращения с телом умершего в этой религии. Она, по верованиям, освобождает душу от телесной оболочки.
Процедуры кремации варьируются от места к месту. Сразу после смерти тело помещается на пол, при этом голова направлена на юг, в сторону царства мёртвых. Масляная лампа зажигается и ставится рядом с телом, при этом она должна гореть в течение первых трёх дней после смерти человека. В индуизме тело мёртвого человека считается очень нечистоплотным и грязным, поэтому допускается лишь минимальный контакт с ним, возможно из-за риска заразиться инфекцией. Даже сам дом и родственники покойника несколько дней считаются нечистыми. Далее тело чаще всего омывается освященной водой и облачается в новые одежды, оставляя лицо при этом открытым; делают это члены семьи умершего. Если это мужчина или вдова, то для них используется одежда белого цвета, если же умерла замужняя женщина, после которой остался здравствующий супруг, или молодая незамужняя девушка, то они облачаются в красную или жёлтую одежду соответственно. Священный пепел (бхасма) наносится на лоб покойника, особенно это касается шиваитов; в других случаях — например, вишнуитами — используется для нанесения на лоб сандаловая паста. Далее несколько капель священной воды из Ганга могут поместить на рот умершего, тогда его душа может получить освобождение; также несколько листьев священного базилика (тулси) помещаются на правую сторону тела покойника. Тело может быть также украшено драгоценностями и помещено на носилки из бамбука. Также тело могут хранить в сидячем положении. Носилки украшаются различными цветами, включая розы, жасмин и ноготки; само тело затем также покрывается цветами. Затем близкие родственники покойного несут его на своих плечах на участок земли, используемый для кремации (шмашана). Часто тело на шмашану относится людьми из касты неприкасаемых, из-за их ритуальной нечистоты в индуизме. Если участок для кремации расположен на большом расстоянии, то тело обычно кладут на повозку, запряжённую животными, в основном, волами. В наши дни используются также и автомобили.
Шмашана обычно расположена возле реки. Здесь возводится погребальный костёр, на который укладывают тело покойника ногами на юг, чтобы умерший шёл в направлении царства мёртвых. Украшения снимаются. Затем главный из родственников (в основном старший сын) три раза обходит вокруг костра, при этом тело должно быть всегда слева о него. Во время такого прохода он брызгает воду и немного гхи в костёр из сосуда. Потом этот человек зажигает костёр с помощью факела. Начало кремации возвещает о начале специального траурного периода (ашаучи), который оканчивается обычно на утро 13-го дня после смерти человека. Пока огонь поглощает тело, что может занять до нескольких часов, родственники возвращаются домой, при этом нельзя оглядываться. Во время траурного периода семья умершего связана многими правилами и предписаниями. Сразу после кремации вся семья должна искупаться (обряд удакакарма). По предписаниям, они не должны совершать жертвоприношений богам, общаться с другими людьми, не бреются, не стригут волосы и ногти и т. д. Все, к чему они прикасаются, оскверняется. Через один или два дня главный из родственников умершего возвращается на место кремации, чтобы совершить обряд астхисанчаяна, а именно — разбить череп покойника, собрать останки и положить их в урну. Эти останки затем погружаются в реку. Кто может, приносит их в такие места, как Варанаси, Харидвар, Аллахабад, Шрирангам, чтобы совершить обряд погружения останков в реку. Далее семья совершает специальный поминальный обряд (шантикарма), после чего она очищается и все запреты с неё снимаются.
Самые известные и чтимые места для кремации покойников — это Маникарника-гхат и Харишчандра-гхат в Варанаси. Существует обычай возведения памятников на местах массовых самосожжений (джаухар), сати и кремации знаменитостей.
Прета-карма является важным аспектом антьешти, облегчая переход души умершего из стадии духов (претов) в царство предков (питаров). Считается, что если этот обряд не совершиться или будет проведён неправильно, то душа умершего станет бхутом. В целом обряды длятся 10-11 дней, после которых душа считается ушедшей в мир предков.
Если человек умер в чужой стране, погиб на войне, утонул, то есть когда его тело не доступно для антьешти, то погребальные обряд могут быть совершены для него и без тела. Если человек позднее обнаруживается живым, то проводятся специальные ритуалы «восстановления», после которых он уже допускается к возвращению в мир живых.
Маленькие дети и беременные женщины, которые умерли, не допускаются к сожжению и просто хоронятся. Умерших от эпидемий опускали в воду.